# Keumiée
Keumiée is een plaats en deelgemeente van de Belgische gemeente Sambreville. Keumiée ligt in de provincie Namen en was tot 1 januari 1977 een zelfstandige gemeente. Bestuurlijk en rechterlijk arrondissement Namen. Vredegerechtskanton Gembloers. Bisdom Namen.

## Demografische ontwikkeling
- Bronnen:NIS, Opm:1831 tot en met 1970=volkstellingen, 1976= inwoneraantal op 31 december

Deelgemeenten: Arsimont · Auvelais · Falisolle · Keumiée · Moignelée · Tamines · Velaine

Belgische gemeenten · Arrondissement Namen · Namen · Wallonië